# 1826
Il 1826 (MDCCCXXVI in numeri romani) è un anno  del XIX secolo.

## Eventi
- 2 febbraio – Wilhelm von Biela scopre la cometa 3D/Biela.

- 9 febbraio – Joseph Nicéphore Niépce scatta in Francia la prima foto al mondo, usando la tecnica dell'eliografia.
- 16 luglio – Un esercito di 35 000 soldati persiani varca i confini russi e invade i khanati di Talysh e Karabakh. È l'inizio della Quarta guerra russo-persiana (1826-1828).
- 12 novembre – Caduta di un asteroide a Trenzano.
- 18-24 novembre – Battaglia di Arachova: Vittoria degli insorti greci sugli Ottomani in Beozia. Furono aboliti i Giannizzeri nella modernizzazione dello Stato turco.
- Scozia – Patrick Bell costruisce la mietitrice meccanica.

- James Fenimore Cooper pubblica L'ultimo dei Mohicani.

## Nati
Ci sono circa 370 voci su persone nate nel 1826; vedi la pagina Nati nel 1826 per un elenco descrittivo o la categoria Nati nel 1826 per un indice alfabetico.

## Morti

### Gennaio
- 3 gennaio - Marie Le Masson Le Golft, scrittrice e naturalista francese (n. 1749)
- 3 gennaio - Nikolaj Rumjancev, politico, diplomatico e nobile russo (n. 1754)
- 3 gennaio - Louis Gabriel Suchet, generale e nobile francese (n. 1770)
- 4 gennaio - Nicolaus Fuss, matematico svizzero (n. 1755)
- 6 gennaio - John Farey, geologo e scrittore inglese (n. 1766)
- 6 gennaio - Giovanni Battista Sommariva, politico, avvocato e diplomatico italiano (n. 1762)
- 17 gennaio - Joseph Boze, pittore francese (n. 1746)
- 17 gennaio - Eustachio Degola, scrittore, presbitero e teologo italiano (n. 1761)
- 17 gennaio - Juan Crisóstomo de Arriaga, compositore spagnolo (n. 1806)
- 18 gennaio - Balthasar Ommeganck, pittore fiammingo (n. 1755)
- 20 gennaio - Stanisław Staszic, presbitero, filosofo e scrittore polacco (n. 1755)
- 21 gennaio - Aleksandr L'vovič Naryškin, nobile russo (n. 1760)
- 22 gennaio - Antonio Codronchi, arcivescovo cattolico italiano (n. 1748)
- 22 gennaio - Eugenio Michitelli, architetto e ingegnere italiano (n. 1771)
- 26 gennaio - Victor-Jean Nicolle, pittore francese (n. 1754)
- 30 gennaio - Fëdor Vasil'evič Rostopčin, politico e militare russo (n. 1763)

### Febbraio
- 2 febbraio - Anthelme Brillat-Savarin, politico e gastronomo francese (n. 1755)
- 4 febbraio - Abraham-Louis Perrelet, orologiaio svizzero (n. 1729)
- 5 febbraio - George Hadfield, architetto inglese (n. 1763)
- 7 febbraio - Angelo Da Campo, pittore italiano (n. 1735)
- 13 febbraio - Pëtr Alekseevič Palen, generale russo (n. 1745)
- 14 febbraio - Johannes Daniel Falk, teologo, scrittore e poeta tedesco (n. 1768)
- 15 febbraio - Scipione Breislak, geologo e naturalista italiano (n. 1750)
- 15 febbraio - Joseph Wanton Morrison, militare britannico (n. 1783)
- 17 febbraio - Johann Philipp Gabler, teologo tedesco (n. 1753)
- 23 febbraio - Charles-François-Joseph Pisani de La Gaude, vescovo cattolico francese (n. 1743)
- 26 febbraio - Giuseppe Raffaelli, avvocato e giurista italiano (n. 1750)

### Marzo
- 2 marzo - Zacharie Allemand, ammiraglio francese (n. 1762)
- 5 marzo - Charles Paul Landon, pittore e critico d'arte francese (n. 1760)
- 8 marzo - Filippo Sardi, arcivescovo cattolico italiano (n. 1736)
- 10 marzo - Giovanni VI del Portogallo, re portoghese (n. 1767)
- 16 marzo - Karlis Vatsons, giornalista lettone (n. 1777)
- 17 marzo - Józef Maksymilian Ossoliński, politico e scrittore polacco (n. 1748)
- 24 marzo - Georg Nikolaus Nissen, diplomatico e scrittore danese (n. 1761)
- 28 marzo - Jean-Jacques Lequeu, architetto e disegnatore francese (n. 1757)
- 28 marzo - Tommaso di Somma, politico italiano (n. 1737)
- 29 marzo - Domenico Pino, generale italiano (n. 1760)
- 29 marzo - Johann Heinrich Voss, poeta e traduttore tedesco (n. 1751)

### Aprile
- 5 aprile - Giovan Battista Rossi, presbitero italiano (n. 1737)
- 8 aprile - Maria Cunegonda di Sassonia, principessa sassone (n. 1740)
- 8 aprile - Giulio Mastrilli, politico italiano (n. 1773)
- 9 aprile - Armand Simon-Marie Blanquet du Chayla, ammiraglio francese (n. 1759)
- 11 aprile - Anton Walter, austriaco (n. 1752)
- 13 aprile - Franz Danzi, compositore, violoncellista e direttore d'orchestra tedesco (n. 1763)
- 14 aprile - Glafira Ivanovna Alymova, nobildonna russa (n. 1758)
- 26 aprile - Lucia Migliaccio, nobildonna italiana (n. 1770)
- 28 aprile - Charles Bentinck, politico britannico (n. 1780)

### Maggio
- 1º maggio - Giovanni Battista de Martino di Pietradoro, vescovo cattolico italiano (n. 1758)
- 2 maggio - Claire Lacombe, rivoluzionaria e attrice teatrale francese (n. 1765)
- 2 maggio - Antoni Malczewski, scrittore polacco (n. 1793)
- 4 maggio - Carlo Antonio Lodovico Bellardi, medico, botanico e micologo italiano (n. 1741)
- 6 maggio - Rosalie Levasseur, soprano francese (n. 1749)
- 7 maggio - Jean-Jacques-François Le Barbier, pittore francese (n. 1738)
- 11 maggio - Stanislao Sanseverino, cardinale italiano (n. 1764)
- 13 maggio - Christian Kramp, matematico e medico francese (n. 1760)
- 13 maggio - Johann Baptist Ritter von Spix, zoologo, biologo e esploratore tedesco (n. 1781)
- 16 maggio - Luisa Maria di Baden (n. 1779)
- 21 maggio - Georg Friedrich von Reichenbach, fisico e ingegnere tedesco (n. 1771)
- 24 maggio - Frederic Ernst Fesca, violinista e compositore tedesco (n. 1789)
- 30 maggio - André Coindre, presbitero francese (n. 1787)
- 30 maggio - Germanos, vescovo ortodosso greco (n. 1776)
- 30 maggio - Giovanni Antonio Santarelli, scultore e medaglista italiano (n. 1758)

### Giugno
- 1º giugno - J. F. Oberlin, pastore protestante e filantropo francese (n. 1740)
- 3 giugno - Nikolaj Michajlovič Karamzin, scrittore e storico russo (n. 1766)
- 5 giugno - Pedro Díaz de Valdés, funzionario e avvocato spagnolo (n. 1761)
- 5 giugno - Pietro Pezzi, medico e scrittore italiano (n. 1757)
- 5 giugno - Carl Maria von Weber, compositore, direttore d'orchestra e pianista tedesco (n. 1786)
- 7 giugno - Joseph von Fraunhofer, fisico e astronomo tedesco (n. 1787)
- 9 giugno - Johann Kaspar Friedrich Manso, filologo, insegnante e storico tedesco (n. 1760)
- 10 giugno - Marianna Candidi Dionigi, pittrice, scrittrice e archeologa italiana (n. 1756)
- 20 giugno - Miguel José de Azanza, politico e diplomatico spagnolo (n. 1746)
- 20 giugno - Anna Kirillovna Razumovskaja, nobildonna russa (n. 1754)
- 22 giugno - Grigorij Vladimirovič Orlov, politico russo (n. 1777)
- 27 giugno - Ferenc József di Koháry, politico e nobile ungherese (n. 1767)
- 27 giugno - Jean-Thomas Thibault, architetto e pittore francese (n. 1757)
- 30 giugno - Clément Joseph Tissot, medico e fisioterapista francese (n. 1747)

### Luglio
- 1º luglio - Jean-Baptiste Stouf, scultore francese (n. 1742)
- 4 luglio - John Adams, politico statunitense (n. 1735)
- 4 luglio - Thomas Jefferson, politico, scienziato e architetto statunitense (n. 1743)
- 4 luglio - Thomas Pelham, II conte di Chichester, nobile e politico inglese (n. 1756)
- 5 luglio - Joseph Proust, chimico francese (n. 1754)
- 5 luglio - Thomas Stamford Raffles, politico e militare britannico (n. 1781)
- 6 luglio - Henry-René-Marie Picot de Peccaduc, nobile e militare francese (n. 1770)
- 7 luglio - Taylor Combe, numismatico e archeologo britannico (n. 1774)
- 7 luglio - Manley Power, generale britannico (n. 1773)
- 15 luglio - Giovanni Ansani, tenore italiano (n. 1744)
- 15 luglio - Domenico Arcaroli, arcivescovo cattolico italiano (n. 1731)
- 16 luglio - Henry Beresford, II marchese di Waterford, politico irlandese (n. 1772)
- 16 luglio - Camillo Pacetti, scultore italiano (n. 1758)
- 18 luglio - Ange Chiappe, politico francese (n. 1766)
- 22 luglio - Giuseppe Piazzi, presbitero e astronomo italiano (n. 1746)
- 25 luglio - Michail Pavlovič Bestužev-Rjumin, rivoluzionario russo (n. 1801)
- 25 luglio - Pëtr Grigor'evič Kachovskij, nobile russo (n. 1797)
- 25 luglio - Sergej Ivanovič Murav'ëv-Apostol, rivoluzionario russo (n. 1795)
- 25 luglio - Pavel Ivanovič Pestel', rivoluzionario russo (n. 1793)
- 25 luglio - Kondratij Fëdorovič Ryleev, rivoluzionario e poeta russo (n. 1795)
- 26 luglio - Baldassare Mormile, arcivescovo cattolico italiano (n. 1750)
- 31 luglio - Cayetano Ripoll, insegnante e patriota spagnolo (n. 1778)

### Agosto
- 1º agosto - Orazio Antonio Cappelli, poeta, politico e diplomatico italiano (n. 1742)
- 2 agosto - Alexandre Digeon, generale, politico e nobile francese (n. 1771)
- 2 agosto - George Finch, IX conte di Winchilsea, nobile inglese (n. 1752)
- 4 agosto - Jean-Jacques Paulet, medico e micologo francese (n. 1740)
- 7 agosto - Carlo Sebastiano Ferrero-Fieschi, nobile, militare e diplomatico italiano (n. 1760)
- 10 agosto - August Schumann, editore, scrittore e lessicografo tedesco (n. 1773)
- 13 agosto - René Laennec, medico francese (n. 1781)
- 15 agosto - Vittorio Della Chiesa di Cinzano e di Roddi, generale italiano (n. 1748)
- 17 agosto - Sarah Lennox, nobildonna inglese (n. 1745)
- 19 agosto - Lars von Engeström, politico e diplomatico svedese (n. 1751)
- 20 agosto - Antonio Miglietta, medico e fisiologo italiano (n. 1767)
- 24 agosto - Giovanna Antida Thouret, religiosa francese (n. 1765)
- 26 agosto - Giovanni Paradisi, matematico, politico e poeta italiano (n. 1760)
- 28 agosto - Jean-Marthe-Adrien L'Hermite, ammiraglio francese (n. 1766)
- 28 agosto - Józef Zajączek, generale polacco (n. 1752)

### Settembre
- 6 settembre - Andrea Vaccà Berlinghieri, chirurgo italiano (n. 1772)
- 13 settembre - Jacob Hübner, entomologo tedesco (n. 1761)
- 18 settembre - Alessandro Tommasini, arcivescovo cattolico italiano (n. 1753)
- 22 settembre - Johann Peter Hebel, scrittore e poeta tedesco (n. 1760)
- 25 settembre - Federica di Baden, regina (n. 1781)
- 25 settembre - Gian Battista Brocchi, geologo italiano (n. 1772)
- 26 settembre - Vincenzo Federici, compositore italiano (n. 1764)
- 28 settembre - Károly Zichy, nobile, politico e magistrato ungherese (n. 1753)
- 29 settembre - Pier Francesco Morali, arcivescovo cattolico italiano (n. 1758)
- 30 settembre - Antonio Aldini, politico e avvocato italiano (n. 1755)

### Ottobre
- 3 ottobre - Jens Baggesen, poeta danese (n. 1764)
- 8 ottobre - Marie-Guillemine Benoist, pittrice francese (n. 1768)
- 9 ottobre - Michael Kelly, cantante e compositore irlandese (n. 1762)
- 9 ottobre - François Xavier de Schwarz, generale francese (n. 1762)
- 12 ottobre - Alessandro Serbelloni, V duca di San Gabrio, nobile italiano (n. 1745)
- 19 ottobre - Antonio Nava, chitarrista e compositore italiano (n. 1775)
- 19 ottobre - François-Joseph Talma, attore teatrale francese (n. 1763)
- 20 ottobre - François-Antoine de Boissy d'Anglas, politico, rivoluzionario e avvocato francese (n. 1756)
- 22 ottobre - Leopold Raymund Leonhard von Thun und Hohenstein, vescovo cattolico tedesco (n. 1748)
- 25 ottobre - Philippe Pinel, psichiatra francese (n. 1745)
- 27 ottobre - Ibrahim Shah di Selangor, sovrano malese (n. 1736)
- 30 ottobre - Félix Berenguer de Marquina, militare spagnolo (n. 1733)

### Novembre
- 2 novembre - Nicolas Chambon, medico e politico francese (n. 1748)
- 2 novembre - Giovanni Ferrari, scultore italiano (n. 1744)
- 3 novembre - Maurizio Ignazio Fresia, generale e nobile italiano (n. 1746)
- 4 novembre - William Bagwell, politico irlandese (n. 1776)
- 7 novembre - Mathurin Crucy, architetto e urbanista francese (n. 1749)
- 9 novembre - Fabrizio Turriozzi, cardinale italiano (n. 1755)
- 15 novembre - Karoline Friederike von Haeseler, nobildonna tedesca (n. 1760)
- 22 novembre - Anton von Zach, generale austriaco (n. 1747)
- 23 novembre - Johann Elert Bode, astronomo tedesco (n. 1747)
- 24 novembre - Clarke Abel, chirurgo e naturalista britannico
- 28 novembre - Jean Thomas Guillaume Lorge, generale francese (n. 1767)
- 28 novembre - Francis Rawdon-Hastings, I marchese di Hastings, militare, politico e nobile britannico (n. 1754)
- 29 novembre - Luca Nicola De Luca, vescovo cattolico italiano (n. 1734)

### Dicembre
- 1º dicembre - Carl August Wilhelm Berends, medico tedesco (n. 1759)
- 1º dicembre - Henri-Joseph Van Blarenberghe, pittore francese (n. 1741)
- 3 dicembre - Dionisio Bardaxí y Azara, cardinale spagnolo (n. 1760)
- 3 dicembre - Levin August von Bennigsen, generale russo (n. 1745)
- 7 dicembre - John Flaxman, scultore e disegnatore britannico (n. 1755)
- 7 dicembre - Francesco Zacchiroli, poeta e saggista italiano (n. 1750)
- 8 dicembre - Alessandro D'Este, scultore italiano (n. 1783)
- 11 dicembre - Maria Leopoldina d'Asburgo-Lorena, nobile (n. 1797)
- 13 dicembre - Louise d'Aumont, nobile francese (n. 1759)
- 14 dicembre - Conrad Malte-Brun, geografo danese (n. 1775)
- 16 dicembre - Maria Crocifissa delle Piaghe di Gesù, religiosa italiana (n. 1782)
- 19 dicembre - Giuseppe Serventi, medico, banchiere e imprenditore italiano (n. 1743)
- 21 dicembre - Gaetano Andreozzi, compositore italiano (n. 1755)
- 21 dicembre - Sigismondo Moll, funzionario austriaco (n. 1758)
- 23 dicembre - Stefano Bonsignori, vescovo cattolico e teologo italiano (n. 1738)
- 26 dicembre - Moritz von Fries, banchiere, collezionista d'arte e mecenate austriaco (n. 1777)
- 28 dicembre - Gaetano Abela, patriota italiano (n. 1778)
- 29 dicembre - Francesco Cancellieri, storico, bibliotecario e bibliografo italiano (n. 1751)
- 30 dicembre - August Ernst von Steigentesch, diplomatico, militare e nobile austriaco (n. 1774)
- 31 dicembre - Joseph L'Espine, militare francese (n. 1761)

### Senza giorno specificato
- Antonio José Amar y Borbón, ufficiale spagnolo (n. 1742)
- Michele Attumonelli, medico e letterato italiano (n. 1750)
- Giulio Carpegna, presbitero e funzionario italiano (n. 1760)
- Jacques-Marie Deschamps, commediografo, librettista e scrittore francese (n. 1750)
- Victor Hugues, politico francese (n. 1762)
- Jacob ben Abraham Kahana, rabbino e religioso lituano
- Jean Lafitte, pirata francese (n. 1776)
- Alexander Gordon Laing, esploratore scozzese (n. 1793)
- Jean-Henri Levasseur, violoncellista e compositore francese (n. 1764)
- Felice Lioy, avvocato e politico italiano (n. 1743)
- Giovanni Francesco Lucchini, architetto italiano (n. 1755)
- Maria Aurora Uggla, nobildonna svedese (n. 1747)
- Rocco Marliani, avvocato, giudice e politico italiano (n. 1752)
- Charles Mills, storico inglese (n. 1788)
- Alessandro Moreschi, anatomista italiano (n. 1771)
- Iolo Morganwg, poeta e antiquario gallese (n. 1747)
- Gaetano Palombi, abate e poeta italiano (n. 1755)
- Antonio Podrini, artigiano e orologiaio italiano
- Seyyid Ali Pascià, politico ottomano (n. 1756)
- Francesco Sicuro, architetto e incisore italiano (n. 1746)
- Schack von Staffeldt, scrittore danese (n. 1769)
- Hannah Archer Till, cuoca statunitense
- Antonio Villa, patriota italiano (n. 1775)
- Dietrich Nikolaus Winkel, inventore tedesco (n. 1777)
- Sante della Valentina, presbitero e letterato italiano (n. 1748)
- Philippe Le Clerc, pittore tedesco (n. 1755)

## Calendario
| Calendario 1826 | Calendario 1826 | Calendario 1826 | Calendario 1826 | Calendario 1826 | Calendario 1826 | Calendario 1826 | Calendario 1826 | Calendario 1826 | Calendario 1826 | Calendario 1826 | Calendario 1826 | Calendario 1826 | Calendario 1826 | Calendario 1826 | Calendario 1826 | Calendario 1826 | Calendario 1826 | Calendario 1826 | Calendario 1826 | Calendario 1826 | Calendario 1826 | Calendario 1826 | Calendario 1826 | Calendario 1826 | Calendario 1826 | Calendario 1826 | Calendario 1826 | Calendario 1826 | Calendario 1826 | Calendario 1826 | Calendario 1826 | Calendario 1826 |
| --------------- | --------------- | --------------- | --------------- | --------------- | --------------- | --------------- | --------------- | --------------- | --------------- | --------------- | --------------- | --------------- | --------------- | --------------- | --------------- | --------------- | --------------- | --------------- | --------------- | --------------- | --------------- | --------------- | --------------- | --------------- | --------------- | --------------- | --------------- | --------------- | --------------- | --------------- | --------------- | --------------- |
|                 | 1               | 2               | 3               | 4               | 5               | 6               | 7               | 8               | 9               | 10              | 11              | 12              | 13              | 14              | 15              | 16              | 17              | 18              | 19              | 20              | 21              | 22              | 23              | 24              | 25              | 26              | 27              | 28              | 29              | 30              | 31              |                 |
| Gennaio         | Do              | Lu              | Ma              | Me              | Gi              | Ve              | Sa              | Do              | Lu              | Ma              | Me              | Gi              | Ve              | Sa              | Do              | Lu              | Ma              | Me              | Gi              | Ve              | Sa              | Do              | Lu              | Ma              | Me              | Gi              | Ve              | Sa              | Do              | Lu              | Ma              |                 |
| Febbraio        | Me              | Gi              | Ve              | Sa              | Do              | Lu              | Ma              | Me              | Gi              | Ve              | Sa              | Do              | Lu              | Ma              | Me              | Gi              | Ve              | Sa              | Do              | Lu              | Ma              | Me              | Gi              | Ve              | Sa              | Do              | Lu              | Ma              |                 |                 |                 |                 |
| Marzo           | Me              | Gi              | Ve              | Sa              | Do              | Lu              | Ma              | Me              | Gi              | Ve              | Sa              | Do              | Lu              | Ma              | Me              | Gi              | Ve              | Sa              | Do              | Lu              | Ma              | Me              | Gi              | Ve              | Sa              | Do              | Lu              | Ma              | Me              | Gi              | Ve              |                 |
| Aprile          | Sa              | Do              | Lu              | Ma              | Me              | Gi              | Ve              | Sa              | Do              | Lu              | Ma              | Me              | Gi              | Ve              | Sa              | Do              | Lu              | Ma              | Me              | Gi              | Ve              | Sa              | Do              | Lu              | Ma              | Me              | Gi              | Ve              | Sa              | Do              |                 |                 |
| Maggio          | Lu              | Ma              | Me              | Gi              | Ve              | Sa              | Do              | Lu              | Ma              | Me              | Gi              | Ve              | Sa              | Do              | Lu              | Ma              | Me              | Gi              | Ve              | Sa              | Do              | Lu              | Ma              | Me              | Gi              | Ve              | Sa              | Do              | Lu              | Ma              | Me              |                 |
| Giugno          | Gi              | Ve              | Sa              | Do              | Lu              | Ma              | Me              | Gi              | Ve              | Sa              | Do              | Lu              | Ma              | Me              | Gi              | Ve              | Sa              | Do              | Lu              | Ma              | Me              | Gi              | Ve              | Sa              | Do              | Lu              | Ma              | Me              | Gi              | Ve              |                 |                 |
| Luglio          | Sa              | Do              | Lu              | Ma              | Me              | Gi              | Ve              | Sa              | Do              | Lu              | Ma              | Me              | Gi              | Ve              | Sa              | Do              | Lu              | Ma              | Me              | Gi              | Ve              | Sa              | Do              | Lu              | Ma              | Me              | Gi              | Ve              | Sa              | Do              | Lu              |                 |
| Agosto          | Ma              | Me              | Gi              | Ve              | Sa              | Do              | Lu              | Ma              | Me              | Gi              | Ve              | Sa              | Do              | Lu              | Ma              | Me              | Gi              | Ve              | Sa              | Do              | Lu              | Ma              | Me              | Gi              | Ve              | Sa              | Do              | Lu              | Ma              | Me              | Gi              |                 |
| Settembre       | Ve              | Sa              | Do              | Lu              | Ma              | Me              | Gi              | Ve              | Sa              | Do              | Lu              | Ma              | Me              | Gi              | Ve              | Sa              | Do              | Lu              | Ma              | Me              | Gi              | Ve              | Sa              | Do              | Lu              | Ma              | Me              | Gi              | Ve              | Sa              |                 |                 |
| Ottobre         | Do              | Lu              | Ma              | Me              | Gi              | Ve              | Sa              | Do              | Lu              | Ma              | Me              | Gi              | Ve              | Sa              | Do              | Lu              | Ma              | Me              | Gi              | Ve              | Sa              | Do              | Lu              | Ma              | Me              | Gi              | Ve              | Sa              | Do              | Lu              | Ma              |                 |
| Novembre        | Me              | Gi              | Ve              | Sa              | Do              | Lu              | Ma              | Me              | Gi              | Ve              | Sa              | Do              | Lu              | Ma              | Me              | Gi              | Ve              | Sa              | Do              | Lu              | Ma              | Me              | Gi              | Ve              | Sa              | Do              | Lu              | Ma              | Me              | Gi              |                 |                 |
| Dicembre        | Ve              | Sa              | Do              | Lu              | Ma              | Me              | Gi              | Ve              | Sa              | Do              | Lu              | Ma              | Me              | Gi              | Ve              | Sa              | Do              | Lu              | Ma              | Me              | Gi              | Ve              | Sa              | Do              | Lu              | Ma              | Me              | Gi              | Ve              | Sa              | Do              |                 |